# Бартломейовиці (Люблінське воєводство)
Бартломейовиці (пол. Bartłomiejowice) — село в Польщі, у гміні Вонвольниця Пулавського повіту Люблінського воєводства.
Населення — 166 осіб (2011).

## Демографія
Демографічна структура станом на 31 березня 2011 року:
|          | Загалом | Допрацездатний вік | Працездатний вік | Постпрацездатний вік |
| -------- | ------- | ------------------ | ---------------- | -------------------- |
| Чоловіки | 77      | 20                 | 43               | 14                   |
| Жінки    | 89      | 21                 | 42               | 26                   |
| Разом    | 166     | 41                 | 85               | 40                   |